# Manuel Arboleda
Manuel Santos Arboleda Sánchez (* 2. August 1979 in Buenaventura, Kolumbien) ist ein ehemaliger kolumbianischer Fußballspieler.

## Karriere
Arboleda begann seine Karriere bei Santa Fe CD, einem der größten Klubs seines Heimatlandes Kolumbien. 2002 wurde er an Deportes Tolima verkauft, von dort ging es später leihweise zu Centauros Villavicencio, ehe er Anfang 2004 zu Atlético Huila wechselte. 2005 wechselte er zu Cienciano del Cuzco nach Peru, von wo aus er nach Europa ging.
Der Verteidiger unterschrieb 2006 beim polnischen Klub Zagłębie Lubin. Mit Lubin konnte er 2007 die polnische Meisterschaft gewinnen. In der Saison 2007/08 spielte er mit Zaglebie in der Qualifikation zur UEFA Champions League. In der 2. Qualifikationsrunde spielte er gegen Steaua Bukarest (0:1) sein erstes Spiel auf europäischer Ebene.
2008 wechselte er innerhalb Polens zu Lech Posen und beendete dort nach zahlreichen Titeln 2014 seine aktive Karriere.

## Erfolge
- Polnischer Meister (2007 und 2010)
- Polnischer Supercupsieger (2008 und 2010)
- Polnischer Pokalsieger (2009)